# Опач (станція)
Опач (пол. Opacz) — пасажирська станція польської залізниці, розташована в селі Опач-Кольонія, яка обслуговує приміські маршрути WKD.